# San Cristóbal de Entreviñas (kommunhuvudort)
San Cristóbal de Entreviñas är en kommunhuvudort i Spanien.   Den ligger i provinsen Provincia de Zamora och regionen Kastilien och Leon, i den nordvästra delen av landet, 240 km nordväst om huvudstaden Madrid. San Cristóbal de Entreviñas ligger 716 meter över havet och antalet invånare är 1 642.
Terrängen runt San Cristóbal de Entreviñas är platt. Runt San Cristóbal de Entreviñas är det mycket glesbefolkat, med 7 invånare per kvadratkilometer. Närmaste större samhälle är Benavente, 6,0 km sydväst om San Cristóbal de Entreviñas. Trakten runt San Cristóbal de Entreviñas består till största delen av jordbruksmark.